# Gate : Au-delà de la porte
 (novembre 2020).
- Si vous ne connaissez pas le sujet, laissez ce bandeau (vous pouvez alors contacter les auteurs).
- Si vous supprimez le contenu mis en cause (vous pouvez préalablement contacter les auteurs),

argumentez précisément cette suppression dans la page de discussion
(un manque de référence n'est pas un argument ; une recherche réelle de référence doit avoir été effectuée, être formellement documentée).
Gate - Au-delà de la porte (ゲート 自衛隊 彼の地にて、斯く戦えり, Gēto jieitai kanochi nite, kaku tatakaeri, litt. « Gate : Ainsi les forces d'autodéfense japonaises ont combattu là-bas ») est une série de light novels écrite par Takumi Yanai et illustrée originellement par Daisuke Izuka. Initialement publiée sur Internet à partir de 2006, la série est publiée en volumes reliés depuis 2010 par AlphaPolis. Une adaptation en manga dessinée par Satoru Sao est publiée depuis 2011 par AlphaPolis. Une adaptation en anime produite par le studio A-1 Pictures est diffusée entre juillet 2015 et mars 2016 sur Tokyo MX au Japon et en simulcast sur Wakanim dans les pays francophones.

## Synopsis
Le sous-lieutenant Itami, profitant d'une permission pour aller à une convention de fanzines, se retrouve dans une gare du quartier de Ginza à Tokyo, alors qu'au même moment une porte géante apparaît de nulle part. Une armée de soldats rappelant les légionnaires romains, dragons et autres créatures fantastiques sortent de cette porte et attaquent sans raison toutes les personnes qu'ils rencontrent. Pendant qu'Itami aide des civils à fuir, les forces d’autodéfense arrivent et neutralisent rapidement ces ennemis d'un autre monde, car l'arsenal moderne et les tactiques modernes des militaires sont bien plus efficaces que l'arsenal et les tactiques à l'ancienne de ces ennemis antiques. Plus tard, le gouvernement japonais décide d'envoyer ses militaires de l'autre côté de la porte pour empêcher une nouvelle attaque ainsi que pour évaluer le potentiel de cette zone spéciale.

## Personnages

### Personnages principaux
Yōji Itami (伊丹 耀司, Itami Yōji) 
Voix japonaise : Junichi Suwabe, voix française : Jean-Pierre Leblan
Il est le protagoniste de la série, âgé de 33 ans et divorcé, il appartient à la Force terrestre d'autodéfense japonaise où il a le grade de sous-lieutenant (三等陸尉, litt. lieutenant terrestre de 3e classe). Il avoue lui-même être un « otaku » et qu'il travaille uniquement pour faire vivre sa passion. Après les événements qui ont eu lieu à Ginza, où il a été remarqué pour ses actes héroïques qui auront sauvés de nombreuses vies, il sera félicité par le premier ministre du Japon et promu au grade de lieutenant (二等陸尉, litt. lieutenant terrestre de 2de classe). Il est passé par la formation des Rangers et a été membre des Forces spéciales. Une fois les Forces d'autodéfense (FAD ou FJA) envoyées de l'autre côté, il aura le commandement de la troisième patrouille de reconnaissance avec laquelle il combattra un dragon de feu pour sauver les habitants du village de Coda avec l'aide des armes de hautes technologies, ce combat lui vaudra de témoigner devant la Diète du Japon. Il participa également avec sa patrouille à la protection de la ville d'Italica, assiégée par des bandits qui seront exterminés par les armes de hautes technologies. Pendant son renfort à la mission diplomatique, il dut intervenir à la suite d'un tremblement de terre et découvrit une prisonnière japonaise dans le palais impérial, et la délivre face à la confrontation de Zorsal (lorsque Itami et son équipe sont choqués pour cet outrage envers une citoyenne de leur monde et c'est-à-dire  un outrage envers les siens) ; Kuribayashi porte assistance à Itami d'éliminer les hommes de Zorsal (qui ne se rend pas compte de leurs attaques suicidaires) avec les armes de hautes technologies et règle le compte de Zorsal pour cet outrage envers une personne de leur monde et cela outrage les siens aussi. Par la suite il abandonnera ses hommes pour aller combattre à nouveau le dragon de feu qui a attaqué le village de Yao, puis il a réussi à tuer le dragon de feu avec l'aide des armes de hautes technologies et mais aussi pour que Tuka puisse faire le deuil de son père. À la suite de l'abandon de ses hommes et de ses autres infractions au règlement militaire, il fut relevé de ses fonctions, suspendu pendant deux semaines et privé de solde pendant un mois par le commandant Higaki. Félicité ensuite par le gouvernement japonais pour avoir sauvé un citoyen japonais, avant d'avoir abandonné son équipe, et par les nobles de la zone spéciale après avoir vaincu le dragon, le général Hazama l'affecta, après sa suspension, au commandement de la cent-unième équipe d'investigation des ressources.
Tuka Luna Marceau (テュカ・ルナ・マルソー, Tyuka Runa Marusō)
Voix japonaise : Hisako Kanemoto, voix française : Pauline de Meurville
Elle est une elfe de 150 ans mais, grâce à la longévité des elfes, elle n'est qu'une adolescente. Durant l'attaque de son village par un dragon de feu, où elle sera la seule survivante, elle perd son père qui se sacrifie pour la sauver. Elle sera retrouvée par la troisième patrouille de reconnaissance, inconsciente dans un puits. Après avoir rejoint la base d'Alnus et les forces d'autodéfense, elle vivra dans le camp de réfugiés avec Rory et Lelei pour sa sécurité avec des armes de haute technologie. Elle n'accepte pas la mort de son père et discute souvent dans le vide comme s'il était encore en vie. Elle voue une grande dévotion à Itami en le considérant comme son père et le suit dans la plupart de ses aventures.
Lelei la Lalena (レレイ・ラ・レレーナ, Rerei ra Rerēna)
Voix japonaise : Nao Tōyama, voix française : Emma Darmon
Elle est une humaine de l'autre monde, âgée de 15 ans, elle est la deuxième apprentie magicienne du sage Katô. Après avoir rencontré la troisième patrouille de reconnaissance durant l'évacuation de son village, elle apprendra rapidement le japonais et deviendra traductrice pour Itami. Elle s'établit avec les autres réfugiés du village de Coda à la base de la colline d'Alnus et passe ses journées à apprendre la culture japonaise au contact des forces d'autodéfense et la découverte des armes de haute technologie. C'est une experte de la magie élémentaire qui maîtrise l'eau et le vent entre autres. Contrairement à Rory, elle ne semble pas amoureuse d'Itami et considère toutes les choses de notre monde comme une nouvelle source de connaissance.
Rory Mercury (ロゥリィ・マーキュリー, Rorī Mākyurī)
Voix japonaise : Risa Taneda, voix française : Clara Soares
Elle est une demi-déesse et apôtre du dieu Emroy (エムロイ, emuroi) (dieu des ténèbres, de la guerre, de la mort, des crimes et de la folie) qui a vécu 961 ans mais a encore l’apparence d'une enfant de 16 ans. Elle est aussi surnommée Rory la Faucheuse et son corps restera ainsi jusqu'à son 1000e anniversaire quand elle commencera son ascension pour devenir une déesse complète. Cela signifie aussi qu'elle ne peut pas mourir et peut récupérer de toute blessure. Elle dispose d'une force surhumaine qui lui permet de balancer sa hallebarde surdimensionnée avec facilité. Elle est aussi très rapide et agile grâce à des siècles d'expérience de combat, ce qui la rend quasiment invincible, bien que les armes à feu les plus puissantes peuvent la mettre en pièces, elle n'en mourra pas. Au début, elle rejoint Itami car elle le trouve « intéressant » mais au fil de l'histoire, elle tombera peu à peu amoureuse de lui. Elle tente par tous les moyens de flirter avec lui, bien qu'elle soit souvent interrompue et s'énerve lorsqu'il s'intéresse à d'autres filles comme c'est le cas avec son ex-femme. Elle signera un pacte avec Itami pour le rendre invulnérable sur le champ de bataille, subissant les dégâts qui lui sont occasionnés à sa place. Les âmes des morts sur le champ de bataille transitent à travers son corps pour atteindre le dieu Emroy. Elle est aussi complexée par son âge réel et s'énerve lorsqu'on en fait mention. Elle prétend vouloir passer les 39 années restantes avant son 1000e anniversaire avec Itami car lorsqu'elle deviendra une déesse complète, elle ne ressentira plus les émotions humaines. Ses habits de prêtresse la font passer pour une gothique. Elle est bien intéressée à la technologie du Japon et des armes redoutables.
Yao Haa Dushi (ヤオ・ハー・デュッシ, Yao Hā Dyusshi)
Voix japonaise : Yoko Hikasa, voix française : Nayeli Forest
Une elfe noire de plus de 300 ans, elle demandera de l'aide aux forces d'autodéfense lorsque son village sera attaqué par le même dragon qui a attaqué le village de Tuka. C'est alors qu'elle exploite des armes redoutables des forces d'autodéfense. Une fois le dragon mort, elle rejoindra le camp d'Itami en tant qu'esclave de son propre gré.

### Japon

#### Troisième patrouille de reconnaissance
Sōichirō Kuwahara (桑原 惣一郎, Kuwahara Sōichirō) 
Voix japonaise : Kanehira Yamamoto (ja), voix française : Gérard Rouzier
Adjudant dans la Force terrestre d'autodéfense (陸曹長, litt. Sous-officier terrestre chef) où il est affecté comme commandant en second de la troisième patrouille de reconnaissance. Après le départ d'Itami il prendra le commandement de la patrouille. Avec plus de dix ans d’ancienneté il possède une connaissance approfondie des tactiques militaires et une grande expérience des armes.
Tetsuya Nishina (仁科 哲也, Nishina Tetsuya) 
Voix japonaise : Toshiki Masuda
Sergent-major dans la Force terrestre d'autodéfense (一等陸曹, litt. Sous-officier terrestre de 1re classe) où il est affecté à la troisième patrouille de reconnaissance. Il deviendra commandant en second de la patrouille après le départ d'Itami.
Akira Tomita (富田 章, Tomita Akira) 
Voix japonaise : Hiroki Yasumoto
Sergent-chef dans la Force terrestre d'autodéfense (二等陸曹, litt. Sous-officier terrestre de 2e classe) où il est affecté à la troisième patrouille de reconnaissance.
C'est un grand bonhomme qui tient souvent le rôle du grand frère au sein de la patrouille. Il est franc et chaleureux avec tout le monde et est d'un naturel très calme. Il garde son sang-froid au combat et a plutôt un rôle de commandement et de soutien. Il est également formé au maniement des armes lourdes et des lanceurs d'explosifs.
Lors de la visite des représentants de la Région Spéciale à Tokyo, il se découvre des sentiments pour Bozes Co Palesti. Pendant sa présence dans le palais impériale accompagné d'Itami, de Kuribayashi et de Sugawara il participa au sauvetage de Noriko Mochizuki.
Mari Kurokawa (黒川 茉莉, Kurokawa Mari) 
Voix japonaise : Satomi Akesaka (en), voix française : Nathalie Bienaimé
Sergente-chef dans la Force terrestre d'autodéfense (二等陸曹, litt. Sous-officier terrestre de 2e classe) et médecin où elle est affectée à la troisième patrouille de reconnaissance. Pendant le renfort de la troisième patrouille au poste avancé, elle sera responsable de l’infirmerie et assurera des consultations médicales pour les habitants du quartier chaud.
Shino Kuribayashi (栗林志乃, Kuribayashi Shino) 
Voix japonaise : Maaya Uchida
Sergente-chef dans la Force terrestre d'autodéfense (二等陸曹, litt. Sous-officier terrestre de 2e classe) où elle est affectée à la troisième patrouille de reconnaissance, elle est une excellente combattante, brave et audacieuse, qui a même été décorée pour son courage.
Elle n'accepte pas le fait qu'Itami soit Ranger et Forces Spéciales et soit classé en tant que S, car le personnage ne colle pas du tout à l'idéal des troupes d'élite qu'elle imagine. Néanmoins, elle est loyale au commandement d'Itami et exécute généralement ses ordres sans discuter.
Son arme de prédilection est le fusil d’assaut Howa Type 64 équipé d'une baïonnette des J.S.D.F. mais elle est également très efficace en combat rapproché grâce à ses gants de combats en kevlar.
Takeo Kurata (倉田 武雄, Kurata Takeo) 
Voix japonaise : Kaito Ishikawa, voix française : Alan Aubert
Sergent dans la Force terrestre d'autodéfense (三等陸曹, litt. Sous-officier terrestre de 3e classe) où il est affecté à la troisième patrouille de reconnaissance. Il est passionné par les oreilles de chat et rêverait de rencontrer une fille avec des oreilles de chat dans l'autre monde.
Bien que subordonné d'Itami, tous deux agissent comme des amis car liés par leur passion commune des êtres merveilleux de la Zone Spéciale. Il se découvre des sentiments pour Persia, une cat-people, et domestique de la comtesse de Folmar.
Taiki Azuma (東 大樹, Azuma Daiki) 
Sergent dans la Force terrestre d'autodéfense (三等陸曹, litt. Sous-officier terrestre de 3e classe) où il est affecté à la troisième patrouille de reconnaissance, il s’intéresse à la gestion et à la comptabilité. (Personnage présent dans le manga et remplacé par Daisuke Tozu dans l'animé).
Daisuke Tozu (戸 津 大 輔, Tozu Daisuke) 
Voix japonaise : Makoto Furukawa (en)
Caporal dans la Force terrestre d'autodéfense (陸士長, litt. Soldat terrestre chef) où il est affecté à la troisième patrouille de reconnaissance, il s’intéresse à la gestion et à la comptabilité. (Personnage non-présent dans le manga il remplace Taiki Azuma dans l'animé)
Hayato Sasagawa (笹川 隼人, Sasagawa Hayato) 
Voix japonaise : Takashi Narumi (ja)
Caporal dans la Force terrestre d'autodéfense (陸士長, litt. Soldat terrestre chef) où il est affecté à la troisième patrouille de reconnaissance, il est responsable de la mitrailleuse montée sur le véhicule blindé de la patrouille.
Hitoshi Furuta (古田 均, Furuta Hitoshi) 
Voix japonaise : Daiki Hamano (en)
Caporal dans la Force terrestre d'autodéfense (陸士長, litt. Soldat terrestre chef) où il est affecté à la troisième patrouille de reconnaissance, il était chef cuisinier dans un grand restaurant avant de rejoindre les Forces japonaises d'autodéfense. Du fait de ses talents aux fourneaux il sert souvent de chef pour les banquets et rencontres diplomatiques. Il travaille également sous couverture en tant que cuisinier du Prince Zorzal.
Wataru Katsumoto (勝本 航, Katsumoto Wataru) 
Voix japonaise : Daichi Hayashi
Caporal dans la Force terrestre d'autodéfense (陸士長, litt. Soldat terrestre chef) où il est affecté à la troisième patrouille de reconnaissance, il est responsable du lance-roquette présent dans le véhicule blindé de la patrouille.

#### Forces japonaises d'autodéfense
Kōichirō Hazama (狭間 浩一郎, Hazama Kōichirō) 
Voix japonaise : Hiroshi Yanaka, voix française : Yann Pichon
Général de corps d'armée (ou encore un Général de division,, ou un Lieutenant-général, (en version anglaise).) dans la Force terrestre d'autodéfense (陸将, litt. Général terrestre), il est le commandant de toute la Force opérationnelle spéciale et a par conséquent autorité sur les Forces japonaise d'autodéfense présentes dans la zone spéciale. Étudiant en philosophie dans une université très réputée de Tokyo il s’engagea dans la Force terrestre d'autodéfense comme simple deuxième classe et monta rapidement en grade jusqu'à arriver à son grade actuel. Excellent et redoutable chef de guerre, il est respecté par ses hommes et ses ennemis.
Akira Kamikoda (神子田 瑛, Kamikoda Akira) 
Voix japonaise : Eiji Takemoto (en)
Lieutenant-colonel dans la Force aérienne d'autodéfense (二等空佐, litt. Colonel aérienne de 2e classe), puis Colonel dans la force aérienne d'autodéfense (一等空佐, litt. Colonel aérienne de 1re classe), pilote de F-4 Phantom, comme son ami Kurihama avec qui il a participé à plusieurs opérations militaires, allant des bombardements aux combats aériens contre des dragons de feu. Il participa également à la destruction du sénat et à la prise de la capitale impériale.
Jun Kurihama (久里浜 純, Kurihama Jun) 
Voix japonaise : Nobuyuki Hiyama
Lieutenant-colonel dans la Force aérienne d'autodéfense (二等空佐, litt. Colonel aérienne de 2e classe), puis Colonel dans la force aérienne d'autodéfense (一等空佐, litt. Colonel aérienne de 1re classe), pilote de F-4 Phantom, il est l'ami et le collègue de Kamikoda. Il participa notamment aux combats contre le dragon de feu et la prise de la capitale impériale.
Naoki Kamo (加茂 直樹, Kamo Naoki) 
Voix japonaise : Taketora (en)
Colonel dans la Force terrestre d'autodéfense (一等陸佐 litt. Colonel terrestre de 1re classe), il est au commandement de la 1re brigade de combat de la Force opérationnelle envoyé dans la zone spéciale. Secondé par le Lieutenant-colonel (二等陸佐, litt. Colonel terrestre de 2e classe) Tsuge de la 101e compagnie, il commanda avec brio l'opération de sauvetage d'Itami et ses amies qui se solda par la mort du dragon de feu ayant attaqué le village de Coda et le peuple de Yao. Après cela il déposa la tête du dragon de feu aux portes du palais impérial afin de rappeler la puissance du Japon.
Shunya Kengun (健軍 俊也, Kengun Shun’ya) 
Voix japonaise : Rikiya Koyama
Colonel dans la Force terrestre d'autodéfense (一等陸佐 litt. Colonel terrestre de 1re classe), il est au commandement de la 4e brigade de combat de la Force opérationnelle envoyé dans la zone spéciale. Secondé par le Lieutenant-colonel (二等陸佐, litt. Colonel terrestre de 2e classe) Yōga, commandant de la 401e compagnie, il participa avec sa brigade à la bataille d'Italica et au combat contre le dragon de feu qu'Itami était allé affronter sans autorisation. Il repartit en opération pendant l'occupation temporaire de la capitale impériale afin de libérer la mission diplomatique japonaise retranchée au Palais de Jade et les sénateurs impériaux pacifistes. Il retarda le départ de son Chinook pour permettre à Bozes et Vifita de partir avec ses hommes. Durant cette opération il s'est sentimentalement rapproché de Vifita après l'avoir sauvé et décida d’apprendre sa langue afin d’améliorer leur relation.
Etajima Gorō (江田島 五郎, Gorō Etajima) 
Capitaine de frégate dans la Force maritime d'autodéfense (二等海佐, litt. Capitaine de 2e classe), il est envoyé dans la zone spéciale pour explorer et cartographier les mers et océans. Cependant, le continent de Falmart étant dépourvu de mer intérieure et explorer l'océan entourant le continent étant jugé trop dangereux pour le moment, il se retrouve affecté à la mission diplomatique au côté de Sugawara et Shirayuri (personnage apparaissant uniquement dans le manga[Qui ?]).
Nyūtabaru (新田原, Nyūtabaru) 
Voix japonaise : Satoshi Mikami (en)
Commandant dans la Force terrestre d'autodéfense (三等陸佐, litt. Colonel terrestre de 3e classe), responsable du poste avancé situé dans le quartier chaud de la capitale impériale il reçoit le renfort de la troisième patrouille de reconnaissance. Survivant du séisme de Kobe, il fut le premier à comprendre que la Zone Spéciale allait subir un fort séisme. Il dû coordonner les secours après le tremblement de terre, ainsi que l'évacuation des blessés. Il préviendra immédiatement le Général Hazama après la découverte d'une Japonaise retenue comme esclave dans le palais impérial. Durant la prise de la capitale, il participa avec ses hommes et la troisième patrouille de reconnaissance à la prise d'une des portes de la capitale et de la prison où étaient retenus les sénateurs pacifistes.
Osamu Higaki (檜垣 統, Higaki Osamu) 
Voix japonaise : Ryūnosuke Watanuki (ja)
Commandant dans la Force terrestre d'autodéfense (三等陸佐, litt. Colonel terrestre de 3e classe), il est affecté à la 5e brigade de combat de la Force opérationnelle envoyé dans la zone spéciale. Responsable des patrouilles de reconnaissance, il est de ce fait le supérieur direct d'Itami mais n'arrive que difficilement à supporter le comportement de son subalterne. Après le départ d'Itami, l'abandon de son poste et de ses hommes il envoya le Lieutenant Yanadiga, qui tentait d’arrondir les angles et de justifier les actions d'Itami, directement chez le Général Hazama. Au retour d'Itami il le releva de ses fonctions, le suspendit pendant deux semaines et le priva de solde pendant un mois.
Akira Yanagida (柳田 明, Yanagida Akira) 
Voix japonaise : Kōji Yusa
Lieutenant dans la Force terrestre d'autodéfense (二等陸尉, litt. lieutenant terrestre de 2de classe), considéré comme un membre de l'élite du ministère de la défense, il est l'aide de camp du Général Hazama. Contrairement au Lieutenant Itami, qui lui s’intéresse à la population de la zone spéciale et veut les aider, Akira n'a aucun souci à manipuler et à exploiter la population locale afin d'obtenir des ressources pour le Japon. Même s'il n'appréciait pas Yoji à leur rencontre, il commence à le respecter et une relation amicale se développe. Il tenta de couvrir Itami et devra, devant tous les haut-gradés de la force opérationnelle spéciale, expliquer que son ami était parti enquêter sur la présence de ressources rares sur le territoire du dragon de feu. Après avoir négocié le passage des troupes japonaises dans le Royaume d'Elbe, il est gravement blessé par Delilah en s’interposant dans la tentative d'assassinat de Noriko Mochizuki et il a blessé Delilah avec son pistolet par légitime défense. Par la suite il commença à éprouver des sentiments envers son agresseuse.
Hideyo Komakado (駒門 英世, Komakado Hideyo)
Voix japonaise : Takuya Kirimoto (en)
Agent du service de renseignements de la défense japonais (agent de l'Agence d'investigation de sécurité publique dans la série d'animation), sournois et rusé comme un renard, il est entièrement dévoué à son pays. Il est chargé d'escorter Itami et la délégation de la zone spéciale devant témoigner devant les parlementaires.

#### Gouvernement japonais
Shigenori Hōjō (北条 重則, Hōjō Shigenori)
Voix japonaise : Yōsuke Akimoto
Premier ministre japonais durant les événements de Ginza et prédécesseur de Shinzō, il déclara la zone spéciale territoire japonais car le seul moyen d'y accéder se trouve au Japon et décide d'y envoyer les forces japonaises d'autodéfense pour empêcher une nouvelle attaque ainsi que d’évaluer le potentiel de cette zone spéciale.
Shinzō Motoi (本位慎三, Motoi Shinzō)
Voix japonaise : Shōto Kashii (ja)
Premier ministre japonais, successeur d'Hōjō après la fin de son mandat et prédécesseur de Morita, il veut avant tout protéger le Japon des menaces de la zone spéciale. Il démissionna de son poste pour empêcher la divulgation d'une affaire de fraude et de corruption au sein de son gouvernement.
Morita (森田, Morita)
Voix japonaise : Hirohiko Kakegawa
Premier ministre japonais, successeur de Shinzō après sa démission, ambitieux et déterminé il est cependant réticent à chaque fois qu'il ordonne une opération militaire.
Tarō Kanō (嘉納 太郎, Kanō Tarō)
Voix japonaise : Tetsuo Kanao (en)
Ministre de la défense japonais et ami de longue date d'Itami, il aime lui aussi tout ce qui touche au manga, cependant il n'oublie pas qu'il est son supérieur et n'hésite pas à le recadrer. Il est également responsable de tout ce qui concerne la zone spéciale.
Reiko Shirayuri (白百合 玲子, Shirayuri Reiko)
Voix japonaise : Risa Hayamizu (en)
Assistante du Premier ministre, elle est chargée — tout comme Sugawara — des négociations de paix entre le japon et l'Empire avec l'aide de la princesse Piña Co Lada.
Kōji Sugawara (菅原 浩治, Sugawara Kōji)
Voix japonaise : Kazuyuki Okitsu
Jeune diplomate du ministère des affaires étrangères, il est chargé des négociations entre le japon et l'Empire et travaille en étroite collaboration avec la princesse Piña Co Lada et sa collègue Reiko Shirayuri.
Mizuki Kōhara (幸原 みずき, Kōhara Mizuk)
Voix japonaise : Yukana (en)
Membre de la Diète du Japon et antimilitariste, elle interrogea Itami ainsi que la délégation de la zone spéciale après l'incident du dragon de feu qui provoqua la mort de nombreux réfugiés du village de Coda. Devant être impartiale, elle tenta cependant de rendre la troisième patrouille de reconnaissance — et plus généralement les forces d'autodéfense — responsable des pertes civiles.

#### Citoyens japonais
Nanami Kuribayashi (栗林 菜々美, Kuribayashi Nanami)
Voix japonaise : Yurika Kubo
Petite sœur de Shino Kuribayashi, elle commence sa carrière de journaliste.
Noriko Mochizuki (望月 紀子, Mochizuki Noriko)
Voix japonaise : Hibiku Yamamura (en)
Citoyenne japonaise enlevée par les forces de l'Empire durant les événements de Ginza. Traitée comme une esclave sexuelle par le Prince Zorzal, elle fut secourue par la Troisième équipe de Reconnaissance. Delilah tenta de l'assassiner alors qu'elle se trouvait à l’infirmerie de la base d'Alnus, mais celle-ci fut interrompue par Yanagida. Par la suite, elle devient agent de liaison pour la presse.
Risa Aoi (葵 梨紗, Aoi Risa)
Voix japonaise : Yoshino Nanjō (en)
Ex-femme d'Itami avec qui elle est en très bons termes. Otaku et mangaka, elle aide Itami durant son périple au Japon après les auditions devant les parlementaires de la Diète du Japon.

### Zone spéciale

#### Famille impériale
Molt Sol Augustus (モルト・ソル・アウグスタス, Moruto Soru Augusutasu)
Voix japonaise : Atsushi Ono (en)
Empereur ennemi, il est connu pour son attitude stoïque, extrêmement intelligente et calculatrice, mais aussi pour son attitude froide et manipulatrice. Comme tous les empereurs du passé, Molt est autoritaire, impitoyable, extrêmement déterminé et enclin à prendre tout ce qu'il veut par des actes de guerre, d'expansion territoriale ou d'intimidation. Ayant compris qu'une guerre contre le Japon ne mènerait son empire qu'à la destruction par les armes redoutables du Japon, il autorisera des discussions de paix, ce qui ne plaira pas à son fils ainé qui l'empoisonnera pour le détrôner et qui ne se rend pas compte que l'empire est impuissant face aux armes de haute technologie. Sauvé in extremis, en même temps que la princesse, par Itami et la troisième patrouille, il deviendra pro-japonais et choisira finalement Piña comme successeur.
Zorzal El Caesar (ゾルザル・エル・カエサル, Zoruzaru Eru Kaesaru)
Voix japonaise : Katsuyuki Konishi
Premier fils de l’empereur Molt, il est le prince héritier de l'Empire. C'est un homme cruel, arrogant, sadique, malveillant, dominateur, despotique, libidineux, mais surtout idiot. Il est convaincu qu'il mérite l'éloge et la dévotion totale de tout le monde autour de lui en raison de son sang royal. Très souvent accompagné de Tyuule, dont il écoute souvent les conseils, il s'en sert d'esclave sexuelle et de bonne à tout faire. Elle fait partie de l'espèce des Lapines guerrières, décimée et asservie sur ordre de Zorzal, et dont Tyuule est l'une des rares survivantes. Il avait également parmi ses esclaves Noriko Mochizuki, capturée durant la bataille de Ginza, mais durant la visite japonaise au palais impérial après le tremblement de terre, Itami le fit battre et la libéra. Depuis ce jour, il voue une haine immense envers tous les Japonais et a juré leur perte en déclarant la guerre contre le Japon. Alors qu'il ne se rend pas compte que lui et son empire sont impuissants face aux tactiques redoutables et modernes.
Diabo El Caesar (ディアボ・エル・カエサル, Diabo Eru Kaesaru)
Voix japonaise : Yūichirō Umehara
Deuxième fils de l’empereur Molt, il fera tout pour être le prochain héritier du trône car il pense que son frère est juste un idiot, lorsqu'il ne se rend pas compte qu'il a aucune chance face aux armes de hautes technologies. Se souciant beaucoup de sa sœur, il peut cependant devenir rapidement agacé par la naïveté de Pina et devenir paranoïaque a cause des armes redoutables du Japon. Voyant que son frère allait mener l'empire à sa chute et sa capitulation, il quitta la capitale afin d'élaborer un plan pour monter au pouvoir, quitte à faire appel à une des superpuissances rivales du Japon voulant s'emparer de la Porte.
Piña Co Lada (ピニャ・コ・ラーダ, Pinya Ko Rāda)
Voix japonaise : Haruka Tomatsu
Première fille et troisième enfant de l’empereur Molt, elle dirige l'ordre des Chevaliers de la rose. Son père l’enverra enquêter sur les Forces d'autodéfense, constituant la première mission officielle assignée à Piña et son ordre de chevaliers qui, jusque-là, ne faisait que décoration. Elle a longtemps pensé que l'Empire était imbattable, mais lors de la bataille d'Italica, elle comprit rapidement qu'une guerre prolongée avec le Japon n'aurait comme finalité que l'anéantissement de l'Empire par les armes redoutables du Japon. Elle prône désormais la paix entre les deux nations, devenue l'ambassadrice de la sienne. Avec son amie Bozes, elle se rendra au Japon afin de commencer les négociations de paix. Après le coup d'État de Zorzal qui empoisonne son père, elle sera mise en prison par les hommes de son frère, qu'elle a elle-même fait libérer des prisons japonaises. Elle sera finalement libérée par Itami en même temps que son père, et ralliera à elle les loyalistes pour mener la guerre civile impériale et faire tomber Zorzal.

#### Gouvernement impérial
Casel El Tiberius (カーゼル・エル・ティベリウス, Kāzeru El Tiberius)
Voix japonaise : Kāzeru Kōshaku⇔Voix japonaise : Tomisaburō Horikoshi (ja)
Sénateur impérial, il est le représentant des sénateurs et l'interlocuteur privilégié de l'Empereur. Né baron, il gravira les échelons jusqu'à devenir marquis et sénateur. Il n’hésite pas à remettre publiquement en cause les décisions de l'Empereur et à lui demander des comptes. Contrairement aux autres nobles, il se montre doux et sympathique envers les citoyens lambdas et est dégoûté par les actions de l'Empire durant la guerre contre le Japon. Il deviendra rapidement pacifiste (en raison des armes redoutables du Japon) et s'efforcera à faire changer d'avis le reste des sénateurs. Il adoptera la petite Sherry Tyueli après la mort de ses parents durant la purge des pro-paix par Zorzal.
Cicero La Moltose (キケロ・ラー・マルトゥス, Kikero Rā Marutusu)
Voix japonaise : Susumu Akagi (en)
Membre d'une famille aussi ancienne que l'Empire, c'est un sénateur très influant. Étant au départ pro-guerre, il changea rapidement d'avis après avoir vu la technologie japonaise avec les armes redoutables et se joindra aux pacifistes. Son neveu se trouve sur la liste des soldats impériaux faits prisonniers côté japonais après la bataille de Ginza.
Godasen (ゴダセン, Godasen)
Voix japonaise : Akihiro Nemoto (ja)
Sénateur et mage il était présent pendant la première bataille d'Alnus et en est revenu grièvement blessé a cause des armes redoutables. Profondément marqué par les massacres qu'ont été les batailles d'Alnus, il sera pourtant obligé de rester dans le camp pro-guerre à cause des menaces contre sa famille.
Marcus (マルクス, Marukusu)
Voix japonaise : Ryō Sugisaki (ja)
Ministre de l’Intérieur, il est le serviteur de confiance et le confident de l'empereur. Il est bien surpris par les armes redoutables.
Sherry Tyueli (シェリー·テュエリ, Sheri Tyueri)
Voix japonaise : Rina Hidaka
Enfant unique de la famille Tyueli, elle tombera amoureuse du diplomate japonais Kōji Sugawara durant la réception organisée par la princesse. Lors du coup d'État de Zorzal et la purge des pro-paix qui s'ensuit, ses parents se sacrifieront pour la sauver. Dans sa fuite, elle retrouvera Casel El Tiberius, avec qui elle rejoindra le Palais de jade, reconverti en ambassade pour le japon, mais tous deux s'en feront refuser l'accès. Retrouvés par les troupes qui ont tué ses parents et qui ont aucune chance face aux armes redoutables, elle et Casel seront finalement autorisés in extremis à pénétrer dans le palais, Sugawara ayant donné cet ordre. Par la suite elle sera nommée ambassadrice de la zone spéciale au Japon et sera adoptée par Casel. Voulant respecter les lois japonaises, elle attendra sa majorité pour épouser Sugawara. Elle est bien surpris par les armes redoutables.

#### Ordre de la rose
Vifita E Caty (ヴィフィータ・エ・カティ, Biifiitaa Ii Kati)
Voix japonaise : Mutsumi Tamura
Une des plus anciennes connaissances de la princesse, elle est capitaine de l'Ordre de la rose et une des rares membres à ne pas avoir appris le japonais. Elle commanda l'Ordre durant la mission de protection du Palais de jade contre les troupes de Zorzal, et combattit sans relâche avec ses troupes jusqu'à l'arrivée des renforts japonais qui ont des armes redoutables et qui lui portent assistance. Après l’évacuation des diplomates, elle demandera au Colonel Kengun d'emporter ses hommes blessés. Partie avec Bozes pour sauver la princesse, elles durent battre en retraite et furent sauvées par le Colonel Kengun qui avait décidé de les attendre avec son unité. Après avoir été sauvée, elle commença à éprouver des sentiments réciproques pour son sauveur, malgré leur différence d'âge et la barrière du langage. Elle est impressionnée par des armes redoutables.
Bozes Co Palesti (ボーゼス・コ・パレスティ, Bōzesu Ko Paresutī)
Voix japonaise : Yumi Uchiyama
Seconde fille du marquis Palesti et amie d'enfance de la princesse, elle est chevalière de l'Ordre de la rose où elle a le surnom de Rose jaune. Elle rencontrera la Troisième patrouille de reconnaissance et leurs technologies japonaises avec leurs armes redoutables pendant son retour d'Italica et fera prisonnier le Lieutenant Itami. Après cet incident elle se rendra, avec la princesse, à la garnison d'Alnus pour présenter ses excuses au général Hazama, puis de l'autre côté de la porte pour commencer les négociations de paix. Durant ce voyage, elle se rapprocha du Sergent-chef Tomita. Elle combattra aux côtés de Vifita durant le siège du Palais de jade et tenta d'aller sauver la princesse mais dut battre en retraite et évacuer la capitale avec le Colonel Kengun et ses hommes. Elle est impressionnée par des armes redoutables.
Grey Co Aldo (グレイ・コ・アルド, Gurei Ko Arudo)
Voix japonaise : Itaru Yamamoto (ja)
Chevalier impérial sérieux et loyal placé sous les ordres de la princesse Piña Co Lada. Il l'aida à former et entraîner l'Ordre de la rose. Il conseille la princesse, dont il est souvent la voix de la raison. Il est surpris par les armes redoutables de Troisième patrouille de reconnaissance.
Hamilton Uno Law (ハミルトン・ウノ・ロ, Hamiruton Uno Roru)
Voix japonaise : Ikumi Hayama
Amie très fidèle de la princesse, c'est la page de l'Ordre de la rose. Elle est surpris par les armes redoutables de Troisième patrouille de reconnaissance.
Norma Co Igloo (ノーマ・コ・イグルー, Nōma Ko Igurū)
Voix japonaise : Yusuke Kobayashi
Disciple de Piña Co Lada et chambellan, il est membre de l'Ordre de la rose. Il mourut durant la bataille d'Italica, il est tué par un bandit qui sera probablement tuer par les armes redoutables de la Troisième patrouille de reconnaissance.
Panache Fure Kalgi (パナシュ・フレ・カルギ, Panashu Fure Karugī)
Voix japonaise : Azuki Shibuya (ja)
Membre du clan du baron Kalgi et amie proche de la princesse, elle est chevalière de l'Ordre de la rose où elle a le surnom de Rose blanche. Avec Bozes, elle fera prisonnier le lieutenant Itami après avoir rencontré la Troisième patrouille de reconnaissance pendant son retour d'Italica. Elle est surpris par les armes redoutables de Troisième patrouille de reconnaissance.
Shandy Gaff Marea (シャンディー・ガフ・マレア, Shandī Gafu Marea)
Voix japonaise : Rumi Ōkubo (en)
Jeune noble de l'Empire et membre de l'Ordre de la Rose. Elle aidera Itami à protéger Lelei d'un assassin métamorphe envoyé par Zorzal. Mais l'assassin métamorphe est impuissant face aux armes redoutables. Il est surpris par les armes redoutables de Troisième patrouille de reconnaissance.

#### Italica
Colt Formal (コルト・フォルマル, Koruto Forumaru)
Ancien comte dirigeant de la ville d'Italica et père de triplées, Myui, Elle et Loui. Doux et généreux il avait pour habitude de ne jamais faire attention aux races et aux origines de ses employées, ce qui explique l'hétérogénéité des personnes présentes dans les rangs de ses domestiques. Préférant les réfugiés et les personnes défavorisées, il aida de nombreuses personnes dans le besoin soit en les prenant comme domestiques ou en les aidant à être engagés par d'autres familles nobles. Malheureusement pour lui, de par son sang noble, il dû participer à l'invasion du Japon avec ses troupes aux côtés des troupes impériales. Lui et ses hommes furent massacrés par la contre-attaque japonaise par les armes redoutables.
Myui Formal (ミュイ・フォルマル, Myui Forumaru)
Jeune fille de 11 ans, elle devint comtesse d'Italica après la mort de son père pendant la bataille de Ginza (il est tué par les armes redoutables du Japon). Extrêmement mature pour son âge, elle comprend les devoirs et responsabilités qui pèsent dorénavant sur ses épaules. Ses deux sœurs jumelles Elle et Loui, ne pouvant devenir comtesses en raison de leur statut de femmes mariées, se battent pour que leurs époux obtiennent la tutelle de Myui. Elle est au courant des armes redoutables du Japon.
Bartholomew (バーソロミュー, Bāsoromyū)
Voix japonaise : Kenta Sasa (ja)
Majordome de la famille Formal, c'est un homme âgé, gentil, sympathique aux cheveux grisonnants, mais croulant sous les dettes. Il est devenu égoïste et mythomane. Ayant servi loyalement pendant des années la famille Formal, il vola le sceau et le papier à lettres de la famille. Ne voulant pas faire de mal, son jugement a été perverti par l'idée de rembourser ses dettes mais son vol a servi à la confection d'un faux ordre de mission pour que Delilah assassine Noriko Mochizuki (mais cela a échoué par le Lieutenant Yanagida qui blesse Delilah avec un des armes redoutables). Il est au courant des armes redoutables du Japon.
Kaine (カイネ, Kaine)
Voix japonaise : Maiko Ando⇔Voix japonaise : Mabuki Andō (ja)
Femme de chambre personnelle de la comtesse Myui Formal, elle est également responsable de tous les domestiques de la famille. Chaleureuse et généreuse, elle prend soin de sa maîtresse et l'aide dans la gestion de la ville d'Italica et du comté. Elle profita de l'ouverture d'une auberge dans le camp de réfugiés d'Alnus pour y envoyer quelques domestiques afin de servir d'espions. Elle est au courant des armes redoutables du Japon.
Aurea (アウレア, Aurea)
Voix japonaise : Momo Asakura
Jeune méduse, elle est de petite taille, et c'est une domestique de la famille Formal. Elle s'occupa d'Itami après sa mésaventure au retour de la bataille d'Italica. Grace à sa chevelure de serpent elle peut aspirer la force vitale des gens et fouiller dans leur mémoire. Elle est au courant des armes redoutables du Japon.
Mamina (マミーナ, Mamīna)
Voix japonaise : Saori Ōnishi (en)
Comme Delilah et Tyuulé, elle l'est l'une des rares survivantes de son espèce, travaillant comme domestique pour la famille Formal, et est une redoutable guerrière. De nature décontractée et enjouée, elle devient rapidement agressive quand ses proches sont en danger. Elle sera au chevet d'Itami après sa mésaventure au retour d'Italica. Elle est au courant des armes redoutables du Japon.
Mohmu (モーム, Mōmu)
Voix japonaise : Sora Tokui
Rare humaine parmi les domestiques de la famille Formal, c'est une très belle jeune femme dont la fidélité n'a pas de faille. Faisant partie des aînées des domestiques de la famille, elle surveille et veille sur les autres domestiques. Elle devra rappeler à l'ordre Aurea durant le rétablissement d'Itami car son comportement n'était pas professionnel. Elle est au courant des armes redoutables du Japon.
Persia (ペルシア, Perushia)
Voix japonaise : Megumi Han
Femme-chat et domestique de la famille Formal très loyale à ses maîtres, elle peut être extrêmement brutale quand ils sont en danger. Trouvant mignons les sentiments que le Sergent Kurata éprouve pour elle, elle commença à éprouver les mêmes sentiments. Elle est au courant des armes redoutables du Japon.
Ryudo (リュドー, Ryudo)
Marchand vivant à Italica, il acheta plusieurs centaines d'écailles venant des cadavres des dragons ayant participé aux deux batailles d'Alnus. Il est au courant des armes redoutables du Japon.

#### Camp de réfugiés d'Alnus
Delilah (デリラ, Derira)
Voix japonaise : Aina Kusuda (en)
Appartenant au peuple meurtri des lapins guerriers, elle a été prêtée par le clan Formal pour servir de femme de chambre et serveuse dans l'auberge du camp de réfugiés d'Alnus. Étant une espionne de la famille Formal, elle se sert de son travail pour écouter les discussions de ses clients les plus importants à l'aide de son ouïe surdéveloppée afin d'obtenir des informations secrètes. Ayant reçu un faux ordre de mission, elle tenta d'assassiner Noriko Mochizuki mais fut interrompue par le Lieutenant Yanagida, elle le blessa gravement avec son couteau mais elle fut aussi sérieusement blessée par balle d'un des armes redoutables. Pour se faire pardonner, elle décida d'aider Yanagida dans sa guérison et commença à tomber amoureuse de lui. Elle est surpris par les armes redoutables du Japon.
Dora (ドーラ, Dora)
Voix japonaise : Lynn
Femme mi-humaine mi-renard, tout comme Delilah, elle est une domestique de la famille Formal qui fût envoyée à Alnus pour travailler à l'auberge du camp. Elle est surpris par les armes redoutables du Japon.
Duran (デュラン, Duran)
Voix japonaise : Masuo Amada (en)
Roi d'Elbe, il faisait partie d'une coalition de royaumes vassaux envoyée par l'Empire pour chasser les forces d'autodéfense qui avaient pris le contrôle de la colline d'Alnus. Rare survivant de la seconde bataille d'Alnus, il s'est fait piéger comme les autres armées alliées par l'empereur qui savait que la deuxième vague allait elle aussi être anéantie par l'armement redoutable japonais. Il fut gravement blessé par les explosions d'obus qui causèrent l'amputation de sa jambe et son bras gauche, auquel il porte maintenant une prothèse avec une arbalète intégrée. Il restera à Alnus jusqu'à la fin de sa guérison et retournera dans son royaume après l'extermination du dragon de feu par Itami et ses compagnons, dont il deviendra un fidèle allié durant la guerre civile impériale contre Zorzal. Il se rend compte qu'il a aucune chance face aux armes redoutables du Japon.
Gaston Nor Bo (ガストン・ノル・ボァ, Gaston Nor Bo)
Voix japonaise : Kōichi Sōma (ja)
Chef cuisinier et gérant de l'auberge du camp de réfugiés d'Alnus, il a perdu son précédent travail à la suite de la faillite de son ancienne entreprise et a donc très peur que les agissements de Delilah lui fassent perdre son nouveau poste. Il la préviendra à plusieurs reprises de faire attention et que si elle était arrêtée, il ne mentirait pas pour la couvrir, ce qu'il fera après qu'elle tenta d'assassiner Noriko Mochizuki (mais cela a échoué par le Lieutenant Yanagida qui blesse Delilah avec un des armes redoutables). Il est au courant des armes redoutables du Japon.
Kato El Altestan (カト・エル・アルテスタン, Kato Eru Arutesutan)
Voix japonaise : Chō (en)
Vieux magicien, il apprend la magie à Lelei la Lalena, il rencontrera la Troisième patrouille de reconnaissance et leurs armes redoutables (qui lui a surpris) en même temps que Lelei pendant l’évacuation de leur village. Il habite désormais dans le camp de réfugiés d'Alnus.
Meia (メイア, Meia)
Voix japonaise : Asuka Nishi (en)
Commerçante dans le camp de réfugiés d'Alnus, elle parle couramment le japonais et sert souvent d'interprète. Tout comme Delilah et Dora elle a été prêtée par le clan Formal. Elle est surpris par les armes redoutables du Japon.
Myuute Luna Sires (ミューティ・ルナ・サイレス, Myūti Runa Sairesu)
Voix japonaise : Lynn
Subalterne de Rory, elle était au départ alliée aux brigands pendant la bataille d'Iltalica. Elle fut emmenée dans le camp de réfugiés et travaille maintenant en tant qu'auxiliaire pour la police militaire de la garnison d'Alnus. Elle est surpris par les armes redoutables du Japon.
Wolf (ウォルフ, Wolf)
Homme-loup venant de la forêt de Vorshant, il sert en tant qu'auxiliaire pour la police militaire de la garnison d'Alnus. Bien qu'intimidant par sa carrure, il est très sympathique et bon enfant. Il est surpris par les armes redoutables du Japon.

## Univers

### La Porte
La porte est un mystérieux portail apparu dans le quartier de Ginza à Tokyo. Dès son apparition, l'armée impériale traversa la porte et commença à tuer ou à capturer tous les civils rencontrés afin de conquérir la nation, mais l'armée impériale est impuissante face aux armes et tactiques modernes des militaires qui les déciment facilement. Après la fin de la bataille de Ginza qui se solda par la victoire écrasante des Forces japonaises d'autodéfense, la zone fut placée sous autorité militaire et une structure en forme de dôme avec des portes blindées fut construite pour empêcher toutes autres incursions ennemies. Cette porte relie le quartier de Ginza à la colline d'Alnus dans la zone spéciale.
Plus tard nous apprendrons que dans l'histoire de la zone spéciale ce n'est pas la première fois que la porte s'ouvre. Le point d'apparition de la porte dans la zone spéciale sera toujours sur la colline d'Alnus mais l'univers de l'autre côté est variable, ces nombreuses ouvertures entre différents mondes sont sûrement responsables de la diversité incroyable, presque invraisemblable, des races existantes dans la zone spéciale. Pour les habitants de la zone spéciale, l'apparition de la porte est jugée comme un évènement surnaturel mais en réalité les ouvertures et les fermetures de ce portail peuvent être réalisées par un dieu ou par un magicien de haut niveau. Le portail actuel, reliant le Japon à la zone spéciale, a été créé après un caprice de la déesse des enfers, Hardy, qui voulait voir l'Empire être détruit.
Il est révélé que si la porte reste ouverte trop longtemps, cela entraîne une contrainte dans l'écoulement du flux de l'espace-temps entraînant des événements catastrophiques dans les deux mondes reliés. Le principal exemple présent dans l'œuvre est le séisme qu'il y a eu dans la région spéciale.

### Les Forces japonaises d'autodéfense
Les forces japonaises d'autodéfense (自衛隊, Jieitai), souvent désignées sous le terme anglais de Japan Self-Defense Forces constituent de fait l'armée japonaise depuis 1954. En raison de l'article 9 de la constitution japonaise,
« aspirant sincèrement à une paix internationale fondée sur la justice et l'ordre, le peuple japonais renonce à jamais à la guerre en tant que droit souverain de la nation, ou à la menace, ou à l'usage de la force comme moyen de règlement des conflits internationaux », les forces d'autodéfense sont des troupes prévues exclusivement pour la défense du pays. Elles sont organisées en trois composantes, la force aérienne d'autodéfense, la force terrestre d'autodéfense et la force maritime d'autodéfense.

### Force opérationnelle spéciale

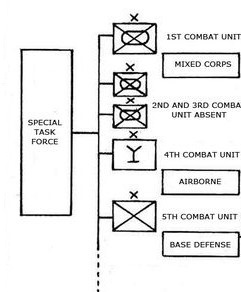
Organigramme, sous normes de l'OTAN, de la Force opérationnelle spéciale.

La Force opérationnelle spéciale, Special Task Force en anglais, est le contingent militaire envoyé dans la zone spéciale sur ordre du Premier ministre du Japon. Commandée par le Général Hazama, elle est composée de cinq brigades (戦闘団) de combat mais seulement trois brigades sont actuellement déployées. Une unité des forces spéciales japonaise (en), un détachement de la force aérienne d'autodéfense comprenant une escadrille de F-4 Phantom ainsi que des personnelles de la force maritime d'autodéfense sont également déployés mais ne font techniquement pas partie de la force opérationnelle. Les militaires affectés dans la Force Opérationnelle Spéciale portent un treillis, spécialement conçu pour se fondre dans la végétation locale, ou leurs tenues de cérémonie pour les missions diplomatiques.
Après son arrivée et la bataille d'Alnus, la force opérationnelle spéciale s'est installée sur la colline d'Alnus et commença la construction d'infrastructures militaires. S'inspirant des fortifications de Vauban, la base japonaise dans la zone spéciale est une forme d'étoile avec en son milieu la porte protégée par un dôme identique à celui présent du côté japonais. La base possède tout le confort moderne possible, relais téléphonique, internet et même un onsen. Après l'évacuation du village de Coda, un camp de réfugié fut créé à proximité de la base. Ce camp deviendra par la suite une petite ville avec ses auberges et ses commerces.

#### 1rebrigadede combat
Commandée par le Colonel Kamo la 1re brigade de combat est une brigade d'infanterie mécanisée appartenant à la force terrestre d'autodéfense. Elle participa à l'opération ayant pour but d'exterminer le dragon de feu dans le Royaume d'Elbe avec le soutien de la 4e brigade de combat et de chasseurs F-4 Phantom de la force aérienne d'autodéfense. Cette brigade est équipée de chars de combat type 74, de véhicules de transport de troupes type 96 (en), de véhicules de combat blindés type 87 (en), de canon automoteur type 75 (en), de ponts flottants automoteur type 70, de véhicules antiaérien type 87,de camion moyen Toyota type 73 (en), de véhicules haute-mobilité Toyota (en) et de motos de reconnaissance Honda XL250 (en). L'adjoint au Colonel Kamo est le Lieutenant-colonel Tsuge, commandant de la 101e compagnie. Ses véhicules antiaérien, ses chars de combat et ses canons automoteur renforcent la 5e brigade combat dans ses missions de sûreté et de protection de la garnison d'Alnus.

#### 2eet3ebrigadede combat
La 2e et la 3e brigade de combat sont deux brigades d'infanterie mécanisée de la Force opérationnelle spéciale appartenant à la force terrestre d'autodéfense. Cependant elles n'ont pas encore été déployées dans la zone spéciale.

#### 4ebrigadede combat
Commandée par le Colonel Kengun qui est secondé par Lieutenant-colonel Yōga, commandant de la 401e compagnie, la 4e brigade de combat est une brigade aéroportée appartenant à la force terrestre d'autodéfense. Elle porta assistance à la troisième patrouille de reconnaissance qui aidait, sur demande de la princesse Piña Co Lada, l'ordre de la rose dans la protection de la ville d'Italica. Grâce à son intervention l'armée de bandits qui attaquait la ville fut anéantie ce qui sauva la ville. Ses hélicoptères d'attaque ont apporté un soutien aérien à la 1re brigade de combat pendant l'opération ayant pour but d'exterminer le dragon de feu dans le Royaume d'Elbe. Elle est équipée d'hélicoptères d'observation léger Kawasaki OH-6D, d'hélicoptères de transport léger Bell UH-1, d'hélicoptères de transport lourd Kawasaki CH-47, d'hélicoptères de reconnaissance armés Kawasaki OH-1 et d'hélicoptères d'attaque Bell AH-1 Cobra. Ses hélicoptères renforcent la 5e brigade de combat dans ses missions de sûreté et de protection.

#### 5ebrigadede combat
La 5e brigade de combat est une brigade d'infanterie appartenant à la force terrestre d'autodéfense. Sa mission principale est la protection de la garnison d'Alnus de toute attaque ennemie éventuelle, elle a en permanence des soldats de garde déployés à l’intérieur et à l’extérieur de la base, de plus elle est renforcée par les blindés, les canons, les antiaériens de la 1re brigade, les hélicoptères de la 4e brigade et les chasseurs du détachement de la force aérienne d'autodéfense. Devant assurer la sûreté des personnels des forces japonaises d'autodéfense et des visiteurs japonais, étrangers et locaux la 5e brigade a dans ses rangs des unités de police militaire. Devant également faire respecter la loi et l'ordre public dans le camp de réfugiés d'Alnus, les unités de police militaire des forces d'autodéfense recrutent des résidents du camp pour les assister et leur servir d’interprètes.

#### Patrouille de recherche profonde
Au nombre de six, les patrouilles de recherche profonde, ou plus simplement les patrouilles de reconnaissance, sont placées sont les ordres du Commandant Higaki. Elles ont pour mission d’enquêter sur les peuples, les industries, les religions et les gouvernements de ce nouveau monde. Chaque patrouille est composée de douze militaires, commandée par un officier subalterne du grade de Lieutenant et secondé par un sous-officier supérieur, un infirmier ou un médecin militaire est également présent dans chaque patrouille.
L'armement de dotation personnel des militaires affectés dans une patrouille de reconnaissance est composé d'un fusil d'assaut Howa Type 64 avec sa baïonnette et d'un pistolet Minebea 9mm. L'armement de dotation collectif d'une patrouille est composé de deux mitrailleuses légères Sumitomo MINIMI et d'une mitrailleuse lourde Sumitomo M2 montées sur véhicules, d'un lance-roquette antichar Nissan/IHI Aerospace 110mm LAM, de grenades à fusil type 06 (en) et de grenades à main M67. Une patrouille dispose de trois véhicules pour se déplacer, un véhicule blindé léger Komatsu LAV (en), un véhicule haute-mobilité Toyota (en) et un Mitsubishi Type 73.

### La zone spéciale

#### Géographie
La zone spéciale est un terme utilisé par les Japonais pour désigner le monde se trouvant de l'autre côté de la porte. N'étant pas encore totalement explorée, la géographie complète de ce territoire reste largement inconnue, mais après des études du ministère de la défense, il a été déterminé que la zone spéciale est légèrement plus grande que la Terre (une année dans la zone spéciale étant estimée à entre 383 et 389 jours). Les forces japonaises d'autodéfense ne connaissent actuellement que le continent de Falmart, contrôlé principalement par l'Empire et ses Royaumes vassaux comprenant le Royaume d'Elbe, le Royaume d'Alguna, le Royaume de Mudwan, la ligue des principautés et anciennement le Royaume d'Arrun. Ce continent est délimité au nord par la région montagneuse du Knappnai, et abrite moult fleuves, rivières, forêts et montagnes (ces dernières intéressant notamment le gouvernement Japonais pour les potentielles ressources naturelles qu'elles pourraient abriter).

#### Population
En plus des humains, la zone spéciale est habitée par un certain nombre de races humanoïdes , dont beaucoup sont opprimés dans l'Empire. Ces races incluent des races typiques des mondes merveilleux, notamment des elfes, des gobelins, des lapins guerriers, des méduses et d'autres créatures mi-homme mi-animaux.

#### Faune et flore locale
Une grande partie de la faune et de la flore de la zone spéciale est similaire ou pratiquement identique à celle de la Terre, parmi les espèces identiques nous trouvons les chats, les chiens, les lapins, les serpents, les vautours et de nombreuses espèces végétales telles que les arbres ou les graminées. En plus des races humanoïdes spécifiques telles que les elfes ou les lutins, les dragons sont également monnaie courante.

#### Religion
Les dieux de la zone spéciale sont des entités physiques qui interagissent avec les habitants, cependant ils ne semblent pas avoir de pouvoir sur notre monde. Jusqu'à présent, tous les habitants de la zone spéciale rencontrés ont la même religion polythéiste. Certaines personnes peuvent être choisies pour être les apôtres d'une divinité, acquérant de ce fait des capacités surhumaines en retour.

#### Technologie
La technologie va de l'Antiquité au Moyen Âge, comme les charrettes avec des montures, les armes sont des catapultes, des trébuchets, des armes a flèches, des épées, des dagues, des armures et des boucliers qui ne sont pas de bonne qualité, car les projectiles des armes modernes, même légères, les transpercent sans difficultés.

## Light novel
La série de light novels est écrite par Takumi Yanai avec des illustrations de Daisuke Izuka. Elle est initialement publiée sur Internet sur le site Arcadia entre 2006 et 2009. À partir de 2010, la série est proposée en version imprimée par AlphaPolis, qui publie le premier volume le 12 avril 2010. Cinq tomes principaux sont sortis au 5 janvier 2012. Des histoires secondaires sont également publiées ; le premier volume est publié le 10 octobre 2012 et cinq tomes sont sortis au 3 juillet 2015.
La série est également proposée dans une seconde édition proposant un découpage différent (deux tomes bunko pour un seul tankōbon auparavant) et des illustrations de Kuroshishi. Le premier volume est publié le 6 janvier 2013.

## Manga
L'adaptation en manga est dessinée par Satoru Sao. Celle-ci est publiée depuis 2011 sur Internet, puis en version imprimée par AlphaPolis. Le premier volume relié est publié le 25 juin 2012, et vingt-six tomes sont commercialisés au 30 décembre 2024. En France le manga est initialement annoncé pour une publication par Ototo à partir du 28 janvier 2016. À la suite d'un retard dans la réception d'éléments nécessaires à la commercialisation en français du tome 1 de Gate - Au-delà de la porte, celui-ci est repoussé et est finalement sorti en même temps que le tome 2 en mai 2016.

### Liste des volumes
| no | Japonais          | Japonais          | Français          | Français          |
| no | Date de sortie    | ISBN              | Date de sortie    | ISBN              |
| -- | ----------------- | ----------------- | ----------------- | ----------------- |
| 1  | 25 juin 2012      | 978-4-434-16703-4 | 27 mai 2016       | 978-2-35180-975-4 |
| 2  | 31 janvier 2013   | 978-4-434-17468-1 | 27 mai 2016       | 978-2-35180-977-8 |
| 3  | 20 juillet 2013   | 978-4-434-18048-4 | 8 septembre 2016  | 978-2-35180-989-1 |
| 4  | 30 avril 2014     | 978-4-434-19017-9 | 24 novembre 2016  | 978-2-37506-028-5 |
| 5  | 30 septembre 2014 | 978-4-434-19601-0 | 17 février 2017   | 978-2-37717-002-9 |
| 6  | 31 mars 2015      | 978-4-434-20299-5 | 19 mai 2017       | 978-2-37717-008-1 |
| 7  | 25 juin 2015      | 978-4-434-20675-7 | 29 septembre 2017 | 978-2-37717-060-9 |
| 8  | 25 décembre 2015  | 978-4-434-21300-7 | 16 mars 2018      | 978-2-37717-075-3 |
| 9  | 30 juin 2016      | 978-4-434-21993-1 | 9 novembre 2018   | 978-2-377-17098-2 |
| 10 | 25 décembre 2016  | 978-4-434-22649-6 | 23 mars 2019      | 978-2-377-17148-4 |
| 11 | 30 avril 2017     | 978-4-434-23144-5 | 17 mai 2019       | 978-2-377-17215-3 |
| 12 | 30 décembre 2017  | 978-4-434-23969-4 | 18 octobre 2019   | 978-2-377-17239-9 |
| 13 | 30 juin 2018      | 978-4-434-24676-0 | 29 novembre 2019  | 978-2-377-17259-7 |
| 14 | 30 décembre 2018  | 978-4-434-25368-3 | 29 mai 2020       | 978-2-377-17295-5 |
| 15 | 30 juin 2019      | 978-4-434-26031-5 | 28 août 2020      | 978-2-377-17315-0 |
| 16 | 30 décembre 2019  | 978-4-434-26776-5 | 28 octobre 2022   | 978-2-377-17354-9 |
| 17 | 30 juin 2020      | 978-4-434-27533-3 | 25 novembre 2022  | 978-2-377-17385-3 |
| 18 | 30 décembre 2020  | 978-4-434-28254-6 | 24 mars 2023      | 978-2-377-17509-3 |
| 19 | 30 juin 2021      | 978-4-434-29010-7 | 23 juin 2023      | 978-2-377-17528-4 |
| 20 | 30 décembre 2021  | 978-4-434-29735-9 | 30 août 2024      | 978-2-377-17612-0 |
| 21 | 30 juin 2022      | 978-4-434-30460-6 | 4 avril 2025      | 978-2-377-17628-1 |
| 22 | 30 décembre 2022  | 978-4-434-31352-3 | 9 mai 2025        | 978-2-377-17649-6 |
| 23 | 30 juin 2023      | 978-4-434-32196-2 |                   |                   |
| 24 | 30 décembre 2023  | 978-4-434-33117-6 |                   |                   |
| 25 | 30 juin 2024      | 978-4-434-34052-9 |                   |                   |
| 26 | 30 décembre 2024  | 978-4-434-35001-6 |                   |                   |

## Anime
L'adaptation en anime est annoncée en décembre 2014. Elle est produite au sein du studio A-1 Pictures avec une réalisation de Takahiko Kyōgoku, un scénario de Tatsuhiko Urahata et des compositions de Yoshiaki Fujisawa. La série est divisée en deux cours, la première partie est diffusée initialement à partir du 4 juillet 2015 sur Tokyo MX au Japon et en simulcast sur Wakanim dans les pays francophones, et la seconde partie est diffusée à partir de janvier 2016.

### Liste des épisodes

#### 1ercours
| No | Titre en français                                 | Titre original                             | Date de 1re diffusion |
| -- | ------------------------------------------------- | ------------------------------------------ | --------------------- |
| 1  | Les Forces d'Auto-Défense vers un monde parallèle | 自衛隊、異世界へ行く Jieitai, isekai e iku | 4 juillet 2015        |
| 2  | Deux armées                                       | 二つの軍勢 Futatsu no gunzei               | 11 juillet 2015       |
| 3  | Le dragon de feu                                  | 炎龍 Honō ryū                              | 18 juillet 2015       |
| 4  | En terre inconnue                                 | 見知らぬ地へ Mishiranu ji e                | 25 juillet 2015       |
| 5  | La bataille d'Italica                             | イタリカ攻防戦 Itarika kōbōsen             | 1er août 2015         |
| 6  | La chevauchée des déesses de la guerre            | 戦女神の騎行 Sen megami no kikō            | 8 août 2015           |
| 7  | La détermination de la princesse impériale        | 皇女の決断 Kōjo no ketsudan                | 15 août 2015          |
| 8  | Le Japon de l'autre côté de la porte              | 門の向こうのニホン Mon no mukō no nihon    | 22 août 2015          |
| 9  | Combat nocturne dans les reliefs de Hakone        | 箱根山夜戦 Hakoneyama yasen                | 29 août 2015          |
| 10 | Espoir et désespoir                               | 絶望と希望 Zetsubō to kibō                 | 5 septembre 2015      |
| 11 | Un visiteur                                       | 来訪者 Raihō-sha                           | 12 septembre 2015     |
| 12 | Si c'était Itami...                               | 伊丹なら Itaminara                         | 19 septembre 2015     |

#### 2dcours
| No | Titre en français                   | Titre original                           | Date de 1re diffusion |
| -- | ----------------------------------- | ---------------------------------------- | --------------------- |
| 13 | Le banquet                          | 開宴 Kaien                               | 9 janvier 2016        |
| 14 | Violent séisme dans la capitale     | 帝都激震 Teito gekishin                  | 16 janvier 2016       |
| 15 | Tucca Luna-Marceau                  | テュカ・ルナ・マルソー Tyuka Runa Marusō | 23 janvier 2016       |
| 16 | Retrouvailles avec le dragon de feu | 炎龍再び Enryū futatabi                  | 30 janvier 2016       |
| 17 | Le combat décisif                   | 決戦 Kessen                              | 6 février 2016        |
| 18 | La cité magique de Rondel           | 魔法都市ロンデル Mahō toshi Ronderu      | 13 février 2016       |
| 19 | Des sœurs dangereuses               | 危険な姉妹 Kiken na shimai               | 20 février 2016       |
| 20 | Les amants                          | こいびと Koibito                         | 27 février 2016       |
| 21 | Deadline                            | デッドライン Deddorain                   | 5 mars 2016           |
| 22 | La princesse en habits d'esclave    | 奴隷服を着た皇女 Dorei-fuku o kita kōjo  | 12 mars 2016          |
| 23 | Parachutés                          | 空挺降下 Kūtei kōka                      | 19 mars 2016          |
| 24 | Ainsi fut mené le combat            | 斯く戦えり Kaku tatakaeri                | 26 mars 2016          |

### Génériques
| Générique | Épisodes  | Début                           | Début                                      | Fin                      | Fin                                        |
| Générique | Épisodes  | Titre                           | Artiste                                    | Titre                    | Artiste                                    |
| --------- | --------- | ------------------------------- | ------------------------------------------ | ------------------------ | ------------------------------------------ |
| 1         | 1 – 12/24 | Gate: sore wa akatsuki no yō ni | Kishida Kyōdan & The Akeboshi Rockets (en) | Prism communicate        | Hisako Kanemoto, Nao Tōyama et Risa Taneda |
| 2         | 13 – 23   | Gate II: Sekai wo Koete         | Kishida Kyōdan & The Akeboshi Rockets (en) | Itsu datte communication | Hisako Kanemoto, Nao Tōyama et Risa Taneda |